# Erik Larson (Schriftsteller)

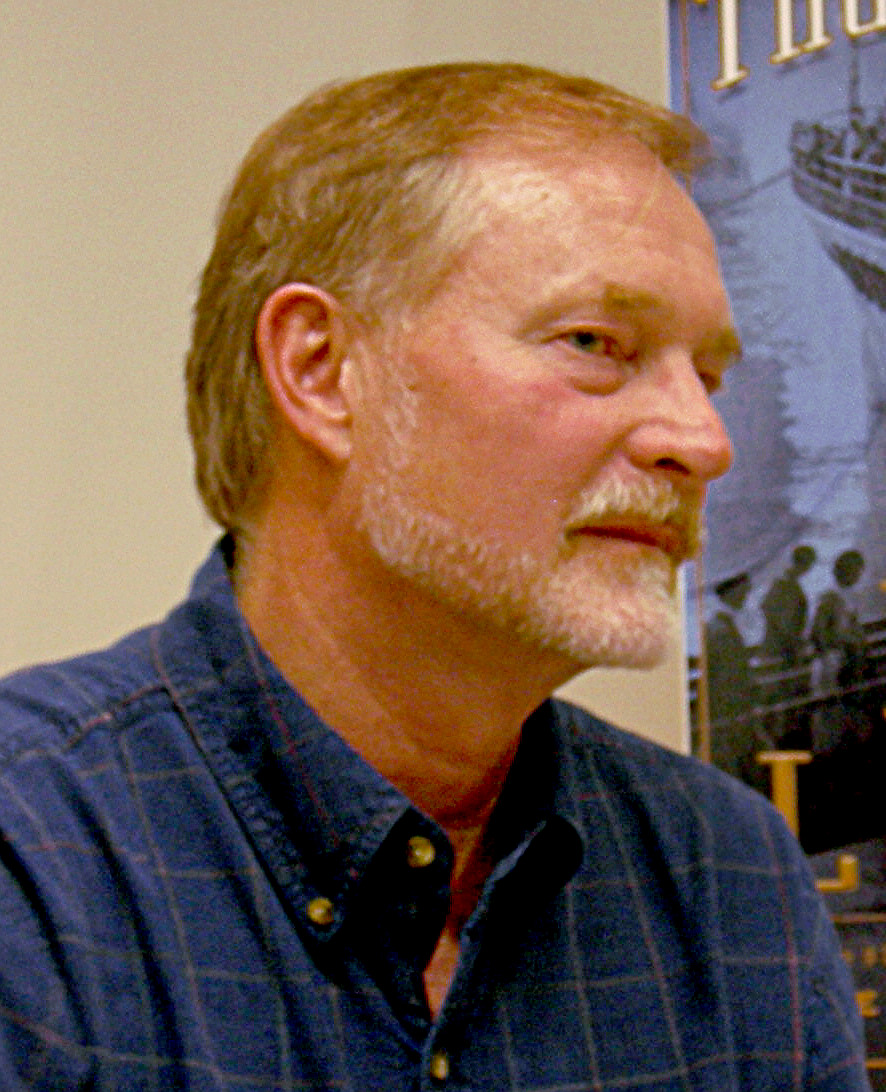
Erik Larson (2007)

Erik Larson (* 3. Januar 1954 in Brooklyn, New York City) ist ein US-amerikanischer Bestseller-Autor. Sein erzählerisches Sachbuch The Devil in the White City über den Serienkiller H. H. Holmes gewann zahlreiche Preise, darunter den „Edgar“.

## Leben
Aufgewachsen in Freeport (New York) auf Long Island, studierte Larson Russische Geschichte an der University of Pennsylvania und schloss 1976 mit Auszeichnung ab. Nach einer einjährigen Auszeit absolvierte er 1978 die Columbia University Graduate School of Journalism. Seine erste Zeitungs-Station war The Bucks County Courier Times in Levittown (Pennsylvania), wo er über Morde, Hexen und Umweltgifte schrieb. Später war er für The Wall Street Journal und Time tätig. Seine Geschichten wurden in Zeitschriften wie The New Yorker, The Atlantic Monthly und Harper's veröffentlicht.
Larson hatte Lehraufträge an der San Francisco State University, den Johns Hopkins Writing Seminars und der University of Oregon.
Er lebt mit seiner Frau und drei Töchtern in Seattle.

## Werke
- The Naked Consumer: How Our Private Lives Become Public Commodities. 1992.
- Lethal Passage: The Story of a Gun. 1995
- Isaac's Storm: A Man, a Time, and the Deadliest Hurricane in History. 1999.
  - deutsch: Issacs Sturm. Ein Mann und sein Kampf gegen den schrecklichsten Hurrikan der Geschichte. Übersetzt von Bettina Abarbanell. S. Fischer Verlag, 2000, ISBN 3-10-044806-5.
- The Devil in the White City: Murder, Magic and Madness at the Fair That Changed America. 2003.
  - deutsch: Der Teufel von Chicago: ein Architekt, ein Mörder und die Weltausstellung, die Amerika veränderte. Übersetzt von Bernhard Robben. Scherz, Frankfurt am Main 2004, ISBN 3-502-15395-7.
- Thunderstruck. 2006.
- In The Garden of Beasts: Love, Terror, and An American Family in Hitler's Berlin. 2011.
  - deutsch: Tiergarten – In the Garden of Beasts. Ein amerikanischer Botschafter in Nazi-Deutschland. Übersetzt von Werner Löcher-Lawrence. Hoffmann und Campe, Hamburg 2013, ISBN 978-3-455-50304-3. (Zur Berliner Tätigkeit von William E. Dodd.)
- Dead Wake: The Last Crossing of the Lusitania. 2015
- The Demon of Unrest: A Saga of Hubris, Heartbreak, and Heroism at the Dawn of the Civil War. Crown, New York 2024, ISBN 978-0-385-34874-4.